# バースの再来
バースの再来（バースのさいらい）とは、日本のプロ野球球団・阪神タイガースに新しく加入した外国人野手に対し、かつて同球団で活躍したランディ・バースのような活躍を期待してマスメディアが用いる言葉である。

## 概要
阪神タイガースでプレーした助っ人外国人・バースは6年間のキャリアの中で二度の三冠王を達成し、1985年には当時歴代2位となる54本塁打を放ち、1986年には打率.389、長打率.777、7試合連続本塁打、13試合連続打点、4打席連続本塁打といった数々の日本記録をマークしたことに加えて、タイガースを日本一に導いたことから「史上最強の助っ人」と呼ばれている。そんなバースが1988年途中にタイガースを退団して以降、新外国人選手を獲得する度に「阪神の新外国人がバースのように活躍できるのか」「阪神がバースがいた年のように強くなれるのか」といった期待を込めて、スポーツ紙などの各メディアが「バースの再来」という言葉を使うようになっている。
公営競技ライターの佐藤永記は2022年3月に『日刊SPA!』に投稿した記事にて、「バースの再来」という言葉には定義はないが、近年ではネタとして扱われる言葉になっていると記している。

## 影響
| 年度 | 打率 | 本塁打 | 打点 | OPS   |
| ---- | ---- | ------ | ---- | ----- |
| 1983 | .288 | 35     | 83   | .971  |
| 1984 | .326 | 27     | 73   | .999  |
| 1985 | .350 | 54     | 134  | 1.146 |
| 1986 | .389 | 47     | 109  | 1.258 |
| 1987 | .320 | 37     | 79   | 1.011 |
| 1988 | .321 | 2      | 8    | .827  |
| 通算 | .337 | 202    | 486  | 1.078 |

佐藤永記は前出の2022年の記事で、「バースの再来」とメディアで紹介され、ランディ・バースと比較されることは来日する新外国人選手にとって辛いものになっていると指摘した。佐藤は、そもそも2年連続三冠王を達成したバースを超える助っ人外国人がそうそう現れるわけがなく、仮に「バースの再来」としてバースに匹敵する成績を残す新外国人選手が現れたらとんでもないことであるとしている。しかもバースでさえ三冠王になるまで3年の月日を要しているため、来日1年目の新外国人が良い成績を残せなかったから「バースの再来ではなかった」と断定してしまうのはかなり厳しいと言えると述べている。佐藤は、バースが在籍していた1985年に阪神タイガースは球団唯一の日本一（執筆当時）を達成していることがなによりも大きく、「三冠王」と「日本一」を同時に達成しなければ「バースの再来」と呼ばれないと仮定すれば、今後そう呼ばれる助っ人が現れる可能性は極めて低いだろうとしている。また佐藤は、バースが退団して以降にでもトーマス・オマリーやマット・マートンなど活躍した選手も存在するものの彼らも「バースの再来」とは呼ばれていないことにも着目しており、呼ばれない理由としてはやはり「三冠王」と「日本一」の同時達成またはそれに近しい成績を残せていないからだろうとしている。
『文春オンライン』の三島邦弘は2021年に、メディアが「バースの再来」というワードを使用して新外国人選手に期待することはチームづくりとして根本から間違っていると批判している。これはフリーエージェントでチームを強くすることと同じであり、その結果若手選手の長期的な育成がおざなりになり、調子のいい選手の見極めが甘くなってしまっていると三島は述べている。
デイリースポーツ記者のトレバー・レイチュラは2020年の記事で、「バースの再来」というワードに違和感を感じており、阪神タイガースに加入した助っ人でとりわけ左打者のスラッガーの場合は例外なくこの言葉が使われているのではないかとしている。レイチュラは、タイガースと同じく関西に本拠地を構えるオリックス・バファローズでは「タフィ・ローズの再来」という言葉を聞いたことがなく、この差が人気球団であるタイガースの特殊事情なのだろうとしている。レイチュラも、チームの勝利のために「バースの再来」をNGワードに出来ないのだろうかと述べている。
バースの在籍当時以来となる日本シリーズ制覇を達成した2023年は、生え抜きの日本人選手が主力で外国人選手への依存度が低いチームだった。その中で、レギュラーシーズンでは目立った活躍をしなかったにもかかわらず、日本シリーズでオリックス・バファローズの山本由伸・宮城大弥というエース級投手から2試合連続で本塁打を放ったシェルドン・ノイジーにはSNSで「バースの再来」というコメントも寄せられた。